# Rucanacoto
Rucanacoto (conocido también como: Runacoto) es un dios nombrado dentro del manuscrito de Huarochirí. Rucanacoto es considerado un huaca vinculado a la sexualidad y fertilidad masculina.

## Etimología
Rucanacoto es un nombre compuesto del quechua: Ruk'ana o Rucana (dedo) y Qutu o Coto (conjunto, montón, grupo o algo de gran tamaño).
El nombre de la deidad hace referencia al dedo mayor de la mano, en oculta alusión al desmesurado tamaño de su falo. 

## Representación

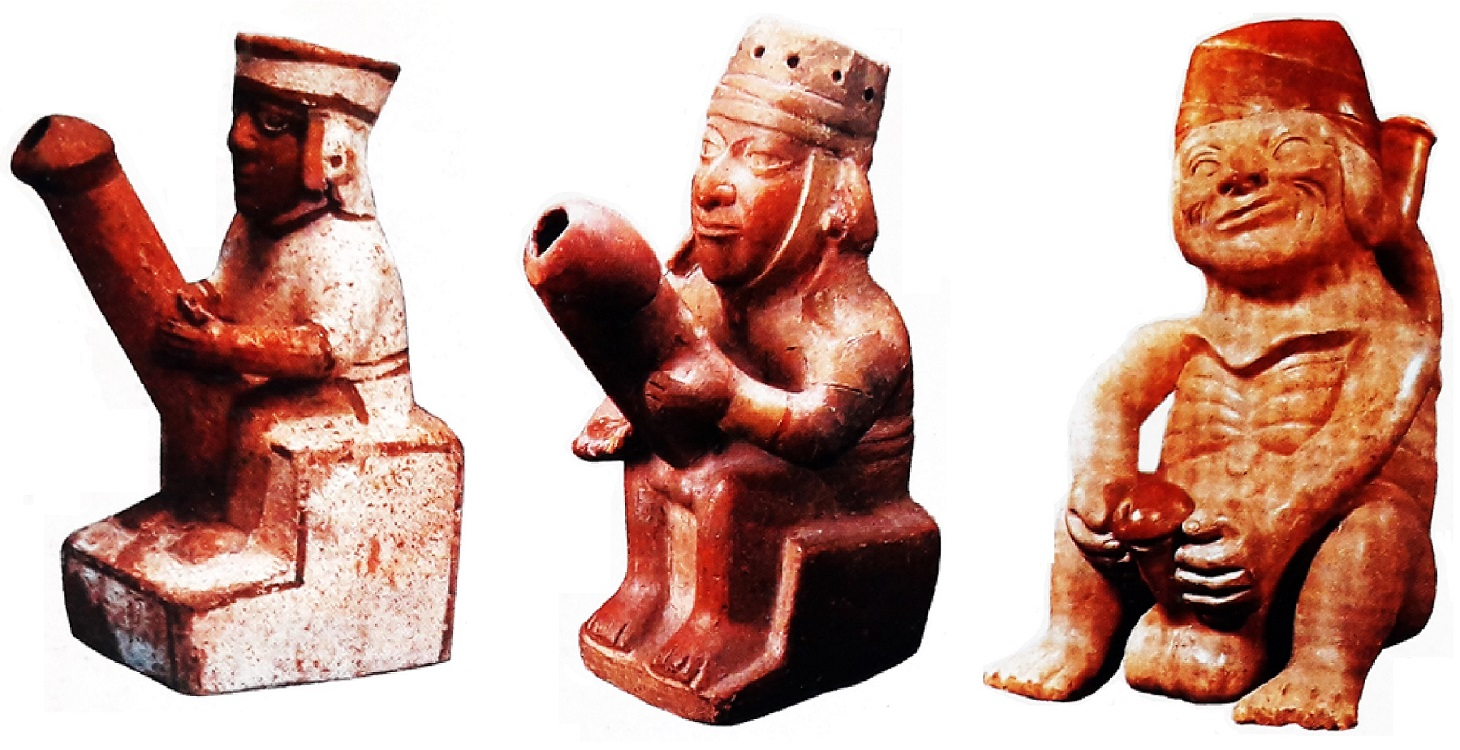
Huacos eróticos moche cuya representación es similar a las descripciones del huaca Rucanacoto

La deidad Rucanacoto era descrita como un huaca masculino cuya principal característica era el descomunal tamaño de su falo.
De acuerdo con la fuente de Huarochirí, Rucanacoto fue consagrado con un santuario que se localizaba en el cerro que domina el pueblo de Mama.
Según la misma fuente, Rucanacoto era un huaca de buen prestigio por los hombres que poseían un miembro viril pequeño; puesto que aquellos hombres acudían ante Rucanacoto y le solicitaban el favor divino de agrandárselo.

## Historia y mitología

### Chaupiñamca y el huaca Rucanacoto
El siguiente mito toma lugar en los tiempos antiguos del pueblo de San Pedro, lugar que también es conocido como Mama. A dicho pueblo se le conocía así porque la diosa Chaupiñamca, transformada en una estatua de cinco alas, estableció su morada en aquel lugar.
El mito empieza con lo siguiente:
En tiempos primigenios, Chaupiñamca, deseosa de encontrar el placer sexual, andaba bajo la forma de una mujer y solía pecar (tener relaciones sexuales) con todas las huacas.
A pesar de ello, la diosa no encontraba ningún varón que alcanzara el grado de deleitarla.
En aquel tiempo había un huaca llamado Rucanacoto, cuyo santuario se localizaba en el cerro que domina Mama; aquellos hombres que poseían un miembro viril pequeño acudían ante Rucanacoto y le solicitaban el favor divino de agrandárselo.
Rucanacoto era un huaca que se destacaba por el exorbitante y pronunciado tamaño de su falo. Dicha característica hizo que consiguiera satisfacer enteramente a Chaupiñamca.
La diosa Chaupiñamca juzgó a Rucanacoto como un varón auténtico y, que de todos los huacas, ella iba a quedarse eternamente junto a él. Para ello, la diosa se transformó en piedra y estableció su morada en Mama.